# Ricardo Acosta Velasco
Ricardo Acosta Velasco (Molango, Hidalgo, 11 de mayo de 1908-13 de enero de 1978) fue un ingeniero agrónomo y político mexicano, miembro del Partido Revolucionario Institucional (PRI). Ingeniero especializado en sistemas de irrigación, fue diputado federal de 1940 a 1943.

## Biografía
Era ingeniero agrónomo egresado de la entonces Escuela Nacional de Agricultura de San Jacinto en 1927. Realizó estudios posteriores en la Autoridad del Valle del Tennessee en Estados Unidos de 1947 a 1951 y luego estudios de posgrado en Irrigación en la ya Universidad Autónoma Chapingo.
En 1929 fue miembro de la junta técnica de la Comisión Nacional de Irrigación (CNI), y de dicho año a 1933 fue director de la junta técnica de la CNI en Morelos, de 1933 a 1934 fue director del departamento de Organizaciones Agrarias del Distrito Federal, y en 1934 director general de Organizaciones Agrarias del departamento de Asuntos Agrarios y Colonización. De 1938 a 1939 fue delegado del departamento de Asuntos Agrarios en San Luis Potosí.
En 1940 fue postulado candidato del entonces Partido de la Revolución Mexicana, por el Distrito 3 de Guanajuato. Fue elegido sin oposición, a la XXXVIII Legislatura de dicho año al de 1943 y en la que fue integrante de la Gran Comisión y de la comisión de Justicia. De 1946 a 1947 fue organizador y director técnico de la Comisión Nacional de Maíz; y de 1951 a 1952 asesor técnico de la Comisión Nacional de Caña de Azúcar.
En 1952 fue el encargado del programa agrario de la campaña presidencial de Adolfo Ruiz Cortines; y de 1952 a 1959 fue director general de Agricultura de la Secretaría de Agricultura y Ganadería siendo su titular Gilberto Flores Muñoz. En 1961 fue asesor técnico del Patronato del Maguey y en 1962 buscó la candidatura del PRI a gobernador de Hidalgo, pero dicha postulación correspondió a Carlos Ramírez Guerrero.
De 1963 a 1964 colaboró nuevamente en el programa agrario de la campaña presidencial de Gustavo Díaz Ordaz, y cuando este asume la presidencia lo nombra subsecretario de Agricultura de la secretarìa del ramo, ocupando dicho cargo de 1964 a 1970, siendo titular de la secretaría Juan Gil Preciado.